# ITF Berkeley
Das ITF Berkeley (offiziell: Berkeley Tennis Club Women’s $60.000 Challenge) ist ein Tennisturnier der ITF Women’s World Tennis Tour, das in Berkeley, Vereinigte Staaten auf Hartplatz ausgetragen wird.

## Siegerliste

### Einzel
| Jahr                   | Siegerin              | Finalgegnerin    | Ergebnis       |
| ---------------------- | --------------------- | ---------------- | -------------- |
| ↓ Kategorie: $60.000 ↓ |                       |                  |                |
| 2018                   | Sofia Kenin           | Nicole Gibbs     | 6:0, 6:4       |
| ↓ Kategorie: W60 ↓     |                       |                  |                |
| 2019                   | Madison Brengle       | Mayo Hibi        | 7:5, 6:4       |
| 2020                   | abgesagt              | abgesagt         | abgesagt       |
| 2021                   | Usue Maitane Arconada | Marcela Zacarías | 6:1, 6:3       |
| 2022                   | Madison Brengle       | Yuan Yue         | 63:7, 6:3, 6:2 |

### Doppel
| Jahr                   | Siegerinnen                    | Finalgegnerinnen                     | Ergebnis   |
| ---------------------- | ------------------------------ | ------------------------------------ | ---------- |
| ↓ Kategorie: $60.000 ↓ |                                |                                      |            |
| 2018                   | Nicole Gibbs Asia Muhammad     | Ellen Perez Sabrina Santamaria       | 6:4, 6:1   |
| ↓ Kategorie: W60 ↓     |                                |                                      |            |
| 2019                   | Madison Brengle Sachia Vickery | Francesca Di Lorenzo Katie Swan      | 6:3, 7:5   |
| 2020                   | abgesagt                       | abgesagt                             | abgesagt   |
| 2021                   | Sophie Chang Angela Kulikov    | Liang En-shuo Lu Jiajing             | 6:4, 6:3   |
| 2022                   | Elvina Kalieva Peyton Stearns  | Allura Zamarripa Maribella Zamarripa | 7:65, 7:65 |

## Quelle
- ITF Homepage